# Табанера-ла-Луенга
Табанера-ла-Луенга (ісп. Tabanera la Luenga) — муніципалітет в Іспанії, у складі автономної спільноти Кастилія-і-Леон, у провінції Сеговія. Населення — 77 осіб (2010).
Муніципалітет розташований на відстані близько 90 км на північний захід від Мадрида, 18 км на північний захід від Сеговії.

## Демографія
Динаміка населення (INE ):

## Галерея зображень

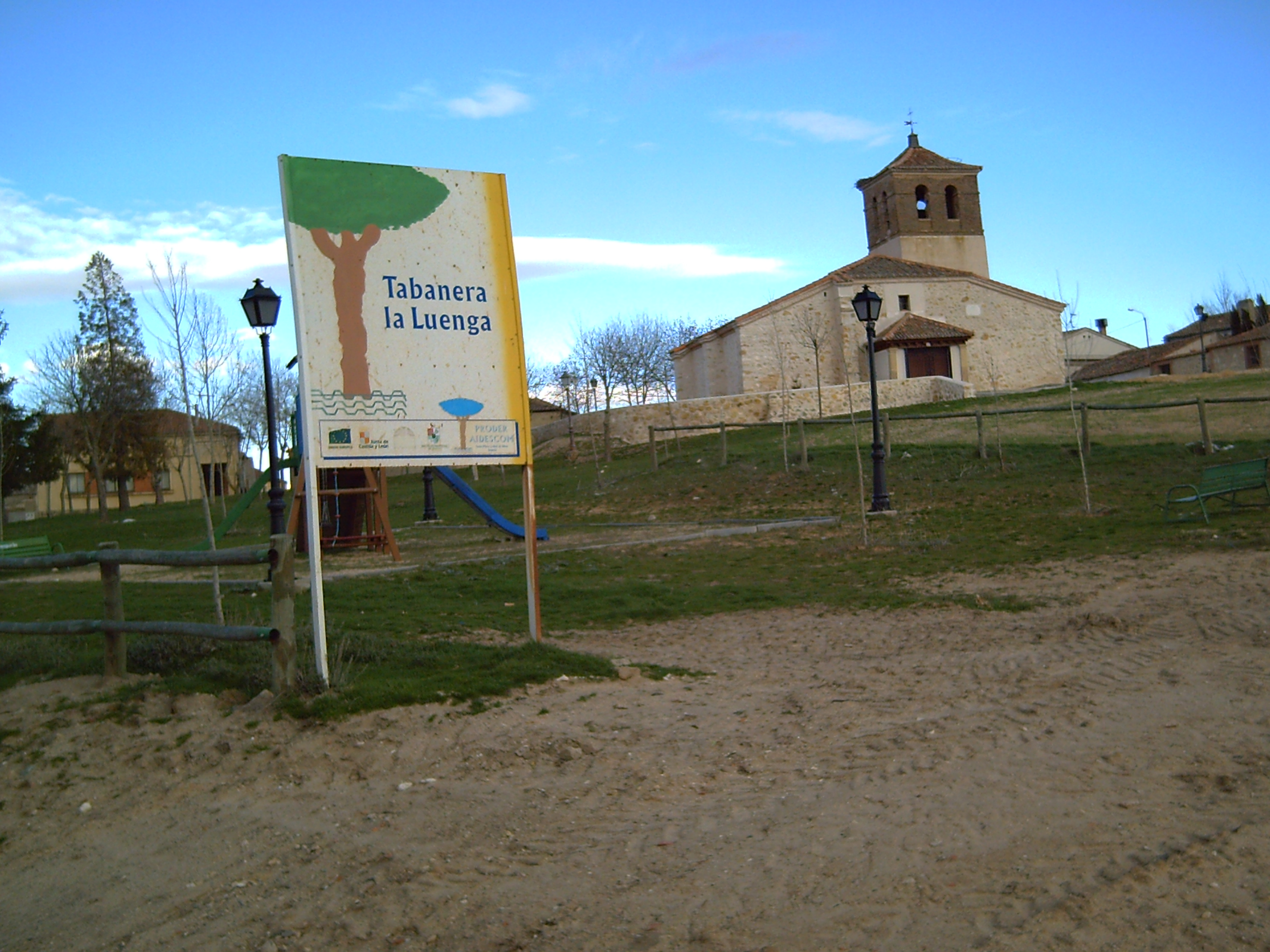
Парафіяльна церква Сан-Вісенте